# Abraham ben Isaak von Narbonne
Abraham ben Isaak ha-Levi von Narbonne, auch bekannt als RABaD (für Rabbeinu Abraham ben David) II. (hebräisch ר׳ אַבְרָהָם בֶּן יִצְחָק מִנַרְבּוֹנָה) (geboren ca. 1080/1085 wahrscheinlich in Montpellier; gestorben 1158 in Narbonne), war ein provenzalischer Rabbiner und Autor des halachischen Werks Sefer ha-Eschkol (hebräisch ספר האשכול). Er zählt zu den rabbinischen Gelehrten der Rischonim.

## Leben und Wirken
Abraham ben Isaak wurde wahrscheinlich in Montpellier geboren. Er war der Sohn des
Yitzchak ha-Levi ha-Yizhari ben Reuben aus Girona.
Abraham war ein Schüler von Isaac ben Merwan ha-Levi und  Meshullam ben Jacob von Lunel. Wahrscheinlich war auch Joseph Ibn Plat einer seiner Lehrer. Abraham verbrachte offenbar einige Zeit in Barcelona, wo er anscheinend auch bei Judah ben Barzillai al-Bargeloni studierte.
Zu Lebzeiten seines Lehrers Moses ben Joseph ben Merwan ha-Levi war Abraham zum Vorsitzenden als Av Beth Din des neunköpfigen Rabbinerrates von Narbonne und zum Rektor der Rabbinerakademie ernannt worden. Zu den Talmudisten, die er dort unterrichtete, gehörten Abraham ben David III. aus Posquières, sein späterer Schwiegersohn und Zerahiah ha-Levi.
Seine beiden Söhne waren Jitzchak Saggi Nahor (‚Der Blinde‘) und dessen Bruder David Saggi Nahor. Sowohl der Vater als auch sein Schwiegersohn waren letztlich allesamt Vorläufer und maßgeblich für das Entstehen der Kabbala verantwortlich.
Wie die meisten provenzalischen jüdischen Gelehrten war RABaD II. ein Autor, der zahlreiche Kommentare zum Talmud verfasste, die jedoch alle verloren gegangen sind, mit Ausnahme des Kommentars zum Traktat Bava Batra, von dem ein Manuskript in München erhalten geblieben ist.
Zahlreiche Zitate aus diesen Kommentaren finden sich in den Schriften von Zerachiah ha-Levi aus Girona, Nachmanides, Nissim von Gerona aus Girona und anderen mehr. Viele seiner Erklärungen talmudischer Passagen werden auch in seinen Responsen wiederholt, die seine Verfahrensweise darlegen. In seinen Kommentaren zum Talmud scheint er Rabbi Schlomo Izchaki, den berühmten Zeitgenossen, als Vorbild genommen zu haben, zeigen seine Kommentare doch Ähnlichkeiten hinsichtlich ihrer Präzision und Klarheit der Darlegung. Einen Eindruck von seinen talmudischen Kenntnissen vermittelt sein Sefer ha-Eschkol.

## Rezeption des WerksSefer ha-Eschkol
Benjamin Hirsch Auerbach veröffentlichte 1867 eine dreibändige Ausgabe des Sefer ha-Eschkol mit Kommentaren, bei der es sich aber um eine Fälschung handelt. Die meisten Gelehrten vertreten die These, dass Auerbach das Werk vorsätzlich gefälscht hat, doch Israel Moses Ta-Shma (1936–2004) argumentiert, dass das Buch schon im 13. Jahrhundert von Moses de León gefälscht worden war, dem Schreiber oder auch Redaktor des Sohar und weiterer Werke. Es ist jedoch bekannt, dass Auerbachs Ausgabe eine Vielzahl viel späteren Materials enthält.
Schalom Albeck und sein Sohn Chanoch Albeck veröffentlichten 1935–1938 eine separate Ausgabe echter Manuskripte. Albeck schreibt, dass das Buch praktisch größtenteils eine Redaktion des Sefer ha-Ittim von Judah ben Barzillai sei. 1985 wurde ein „vierter Band“ von Auerbachs Ausgabe von Bernard Bergman veröffentlicht, der Auerbachs Edition und ihre Originalität 1974 in einem Essay verteidigt hatte, aus dem klar hervorgeht, dass dieser damals weder Zugang zu einem Manuskript des Sefer ha-Eschkol, es ist ein Buch der Halacha, noch zu Auerbachs Kommentar dazu hatte. Der vierte Band zitiert ein Buch, das zum Zeitpunkt von Auerbachs Tod noch nicht veröffentlicht war. Bergman, der 1976 wegen Betrugs verurteilt wurde, erklärte nie, woher er das Material für diesen „vierten Band“ hatte.